# Maják Sudžuk
Maják Sudžuk (rusky: Суджукский маяк) stojí na severozápadním okraji Cemeského zálivu Černého moře, Krasnojarský kraj v Rusku. Maják společně s majáky Novorossijsk–Penajský a Doobský ukazuje bezpečnou cestu do přístavu Novorossijsk.

## Popis
Válcová betonová věž vysoká 10 m je ukončena ochozem a lucernou. Věž má bílou barvu.

## Technické specifikace
- výška věže 10 m, světelný zdroj 12 m n. m.[2]
- dva záblesky bílého světla v intervalu 15 s
- dosvit 16,68 km

označení:
- ARLHS ERU-148
- Admiralty N5639
- NGA 18980.